# 伯咄靺鞨
伯咄靺鞨，即伯咄部，新唐书译作“汩咄部”，是北魏勿吉七部之一、隋唐时期靺鞨七部之一，部落位置在粟末部北，有兵七千。
因为粟末部大体分布在以今吉林省吉林市为中心的松花江中游广大地区，靺鞨各部相距二三百里，因此学界推测伯咄部大体分布在拉林河流域，即今吉林省舒兰市、扶余市东部、榆树县和黑龙江省五常一带。隋朝时期，伯咄部强盛，已形成部落军事联盟，拥有胜兵七千，从事农业、渔业。农业已有一定发展，但仍住半地穴式的房屋。隋末唐初为高句丽所破，臣属高句丽，在唐朝与高句丽战争中，帮助高句丽。总章元年（668年）唐平高句丽后，伯咄部众纷纷逃散，其遗民并入渤海国，成为渤海编户。